# Wladimir Saripsjanowitsch Schestakow
Wladimir Saripsjanowitsch Schestakow (russisch Владимир Зарипзянович Шестаков; * 30. Januar 1961 in Lesouchastok, Region Perm) ist ein ehemaliger sowjetischer Judoka. Er gewann 1988 eine olympische Silbermedaille.
Der 1,76 m große Schestakow trat bis 1987 im Halbmittelgewicht bis 78 kg an, danach im Mittelgewicht bis 86 kg. 
1979 gewann er die Silbermedaille bei den Junioreneuropameisterschaften. 1984 belegte er mit der sowjetischen Mannschaft den zweiten Platz bei den Teameuropameisterschaften. Anfang 1985 gewann Schestakow nacheinander die Turniere in Tokio, Tiflis und Prag. Bei den Weltmeisterschaften in Seoul verlor er im Halbfinale gegen Torsten Bréchôt aus der DDR, gewann aber anschließend die Bronzemedaille. 1986 siegte er bei den Goodwill Games in Moskau. 1987 gehörte Schestakow zum siegreichen sowjetischen Team bei den Mannschaftseuropameisterschaften.
1988 gewann er in seiner neuen Gewichtsklasse das Turnier in Budapest. Bei den Olympischen Spielen 1988 in Seoul bezwang er im Halbfinale den Niederländer Ben Spijkers. Im Finale siegte der Österreicher Peter Seisenbacher durch Yusei-Gachi (Schiedsrichterentscheid). Schestjakow belegte 1990 den dritten Platz bei den Goodwill Games in Seattle. 1992 erreichte er noch einmal den siebten Platz bei den Europameisterschaften.
Nach seiner Karriere war Schestakow als von 1996 bis 1999 Vizepräsident und von 1999 bis 2004 Präsident des russischen Judoverbandes. Als Trainer betreute er die Nationalmannschaften Russlands und Lettlands.